# Catocala nymphaeoides
Catocala nymphaeoides är en fjärilsart som beskrevs av Herrich-Schäffer 1856. Catocala nymphaeoides ingår i släktet Catocala och familjen nattflyn. Inga underarter finns listade i Catalogue of Life.